# Deruta
Deruta es una localidad italiana de la provincia de Perugia, región de Umbría, con 9.336 habitantes.

## Evolución demográfica
| Gráfica de evolución demográfica de Deruta entre 1861 y 2001 |
|                                                              |
| Fuente ISTAT - Elaboración gráfica por parte de Wikipedia    |

## Historia
Probablemente construida sobre cimientos romanos, el nombre de Deruta en sus primeras variantes (Ruto, Ruta, Rupta, Direpta y Diruta)  significa la "ruina" de este sitio estratégico causada por la Guerra gótica y la invasión lombarda en el siglo VI. La comuna medieval que surgió de estas ruinas tuvo su propia carta en el siglo XIII y se rige por su propio Palacio de los cónsules, pero en realidad Deruta ha estado bajo el dominio de la vecina Perugia desde el siglo XI, y ha participado en gran medida en las vicitsitudes de Perugia. Las fortificaciones de la ciudad datan del siglo XII, cuando era un puesto de avanzada en las marchas de Perugia, frente a la rival ciudad de Todi. En 1465, en virtud de un nuevo acuerdo con Perugia, el magistrado enviado desde Perugia, gobernaría con el consentimiento de los cuatro buenos hombres de la localidad (quattro Boni omini), los dirigentes de la ciudad. Los estragos de la peste fueron tan feroces en Deruta, que a finales del siglo XV se creó un circuito más pequeño para dar cabida a la reducida población. Sitiado en 1408 durante la confusión del cisma papal por el condotiero Braccio da Montone, y más tarde muy dañado por Cesar Borgia, Deruta fue saqueada por Braccio Baglioni, el maestro de Perugia. Así, en 1540, cuando las fuerzas papales del Papa Pablo III expulsaron a la familia Baglioni de Perugia en la breve guerra por el impuesto de la sal, localmente llamada la "Guerra de sal" (Guerra del Sale), Deruta se alineó con el papado contra Perugia, una alianza que ganó una reducción de impuestos. Con la reducción papal de Perugia, la región continuó su historia sin incidentes, como parte de los Estados Pontificios.

## Cerámica
La arcilla local era buena para la cerámica, cuya producción comenzó en la Edad Media, pero encontró su cima artística en los siglos XV y principios del XVI, con estilos locales muy característicos, como las planchas "Bella Donna" con retratos convencionales de belleza, cuyos nombres figuran en banderolas con inscripciones favorecedores. La falta de combustible provocó la cocción a bajas temperaturas, pero desde principios del siglo XVI, Deruta compensó con sus esmaltes de brillo metálico en oros y rojo rubí. En el siglo XVI Deruta produjo la llamada cerámica "rafaelesca", decorada con arabescos finos y grottesche en un fino fondo blanco.
Deruta, con Gubbio y Urbino, continúa produciendo algunas de los mejores mayólica italianas.

## Principales atractivos
El centro histórico de la ciudad cuenta con la iglesia gótica de San Francisco construida en 1388, y el Palazzetto Municipal (Ayuntamiento), que data de alrededor de 1300, que se encuentra en la Piazza dei Consoli (la "Plaza de los cónsules"). Además de las oficinas gubernamentales habituales, la sala municipal alberga un Museo de la Cerámica, una galería de arte (la Pinacoteca), y un atrio de gran capacidad en la que se puede ver una variedad de hallazgos arqueológicos, algunos de los cuales datan de la época neolítica.
Las propiedades de la galería de arte consisten en un fresco de Perugino, que representa a San Romano y San Rocco (1476), y la colección donada por un patrón local, Lione Pascoli, que incluye obras de Niccolò di Liberatore, llamado Alunno, Giovan Battista Gaulli, Sebastiano Conca , Francesco Trevisani, Antonio Amorosi, Francesco Graziani y Pieter Van Bloemen. La galería también alberga obras recibidas de diversas iglesias de Deruta, incluyendo San Francisco, San Antonio, el Defunti di Ripabianca y el Ospedale San Giacomo.
La iglesia de San Antonio, con frescos de Bartolomé y Giovanni Battista Caporali, se alza al final de una calle estrecha, Via Mastro Giorgio. Otro vistazo merece la iglesia de la Virgen del Divino Amor ("Madonna del Divino Amore") en la Piazza Cavour.
A lo largo de la carretera Tiberina, al pie de la vieja ciudad, otra iglesia, la Virgen delle Piagge, está revestida con una colorida variedad de azulejos de cerámica.
Deruta fue el lugar de nacimiento de Girolamo Diruta, organista, teórico de la música, y compositor.